# Авинту
Авинту (рум. Avântu) — село у повіті Ясси в Румунії. Входить до складу комуни Роминешть.
Село розташоване на відстані 328 км на північ від Бухареста, 20 км на північний захід від Ясс.

## Населення
За даними перепису населення 2002 року у селі проживали 588 осіб, з них 587 осіб (99,8%) румунів. Рідною мовою 587 осіб (99,8%) назвали румунську.